# Barbie (film)

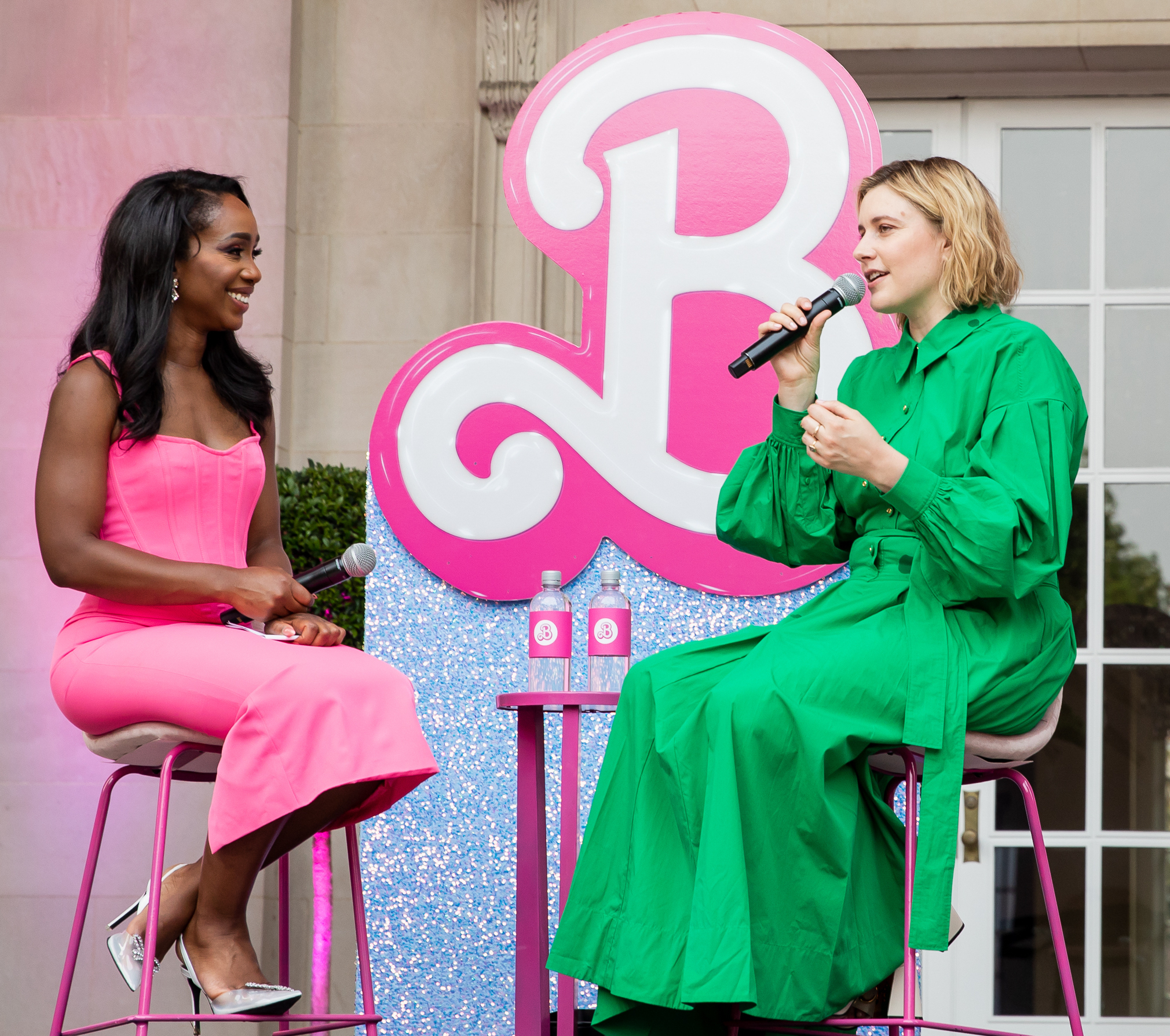
Regisseur Greta Gerwig (rechts) bij promotie-activiteit film

Barbie is een Brits-Amerikaanse komische film uit 2023, geregisseerd door Greta Gerwig en mede geschreven met Noah Baumbach, met Margot Robbie en Ryan Gosling in de hoofdrollen. De film gaat over de pop Barbie en de bijbehorende speelgoedlijn. Het thema van de film is emancipatie. In de film worden zowel het patriarchaat als het matriarchaat op de hak genomen.

## Verhaal
Het gaat over de stereotypische Barbie. Zij leeft in de voor haar utopische wereld Barbieland, bevolkt door verschillende versies van Barbie en Ken. Een wereld waarin alles perfect lijkt. Ze heeft een relatie met Ken maar die is er alleen als ze hem wil zien. Ken is alleen gelukkig als hij bij Barbie is. Hij wil aandacht en een nauwere relatie maar Barbie heeft meer zin in andere activiteiten en feesten met vrouwen onder elkaar.
Op een dag gaat het mis. Barbie wordt overvallen door angst voor de dood en ze krijgt een slechte adem, cellulitis en platvoeten. Ze komt in een existentiële crisis en vraagt raad bij Weird Barbie. Zij adviseert haar om naar de echte wereld te reizen en het kind te zoeken dat met haar speelt. Ken verstopt zich in Barbie's auto en reist met haar mee. Terwijl Barbie het meisje zoekt, ontdekt Ken dat in de echte wereld de mannen de baas zijn. Het inspireert hem maar hij slaat er wel in door, door te denken dat je als man alles kunt krijgen wat je hebben wilt zonder er voor te hoeven werken. Barbie spoort haar eigenaar op, een tienermeisje genaamd Sasha. Sasha wil niks met Barbie te maken hebben omdat Barbie volgens haar  onrealistische schoonheidsidealen oplegt. De moeder van Sasha, Gloria blijkt echter de oorzaak van Barbie's crisis. Zij speelde met Sasha's oude Barbie terwijl ze piekerde over ouderdom en de dood. Barbie wordt gevangen genomen door de directie van Mattel (de fabrikant van Barbie) die haar terug willen stoppen in haar doos om zo de Barbie-wereld van de echte wereld gescheiden te houden. Barbie weet met de hulp van Gloria en Sasha te ontsnappen. Tijdens haar vlucht praat ze kort met Ruth Handler zonder te beseffen dat dit de bedenker van Barbie is.
Barbie, Gloria en Sasha reizen naar Barbieland om te ontdekken dat Ken hen voorgegaan is en samen met de andere Ken's de macht heeft gegrepen. De mannen zijn er nu de baas en vrouwen zijn dienstbaar, afhankelijk en gehoorzaam. Barbie probeert de andere Barbie's te overtuigen om in opstand te komen maar dit lukt haar niet. Ze wordt depressief, maar Gloria houdt een inspirerende toespraak over de tegenstrijdige verwachtingen van de samenleving ten aanzien van vrouwen. Ze maken een plan om de Barbie's een voor een op dezelfde manier te overtuigen. Hierna worden de mannen tegen elkaar uitgespeeld zodat ze met elkaar gaan vechten. ook de directie van Mattel verschijnt in Barbieland en mengt zich in de strijd. Uiteindelijk verschijnt Ruth Handler ten tonele om de zaak te duiden.
Nu de Barbie's zelf onderdrukking hebben ervaren willen ze de Ken's meer rechten en een maatschappelijke positie geven. Uiteindelijk besluit Barbie dat ze een echt leven wil leiden met alle mooie en zware tijden die daar bij horen. Ze verlaat Barbieland en vertrekt naar de echte wereld.

## Betekenis
In de film spelen een aantal vrouwen die zich Barbie en mannen die zich Ken noemen. Dit zijn verschillende versies van Barbie en Ken die in de winkels hebben gelegen. In de hoofdrollen spelen de standaardversie van Barbie en de strandversie van Ken. Ook versies van Barbie en Ken die als mislukte uitprobeersels worden gezien en bijfiguren zoals, Allan (de vriend van Ken) en Sugar Daddy Ken die korte tijd in de handel zijn geweest maar snel weer zijn vergeten maken hun opwachting in de film. Deze worden echter als verschoppelingen beschouwd.
In de film wordt uitgelegd dat Barbie, in tegenstelling tot wat nog wel eens beweerd is, juist geëmancipeerd is. Ze is niet alleen maar mooi en slank maar bekleedt juist allerlei hooggeplaatste functies. Dit in tegenstelling tot ouder poppenspeelgoed die alleen in de vorm van baby's en kinderen te krijgen waren, waardoor meisjes vroeger alleen de rol van moeder konden spelen. De komst van Barbie wordt gepresenteerd in de vorm van een parodie op een scène uit de film 2001: A Space Odyssey waarin een nieuwe staat van bewustzijn bij de meisjes wordt gecreëerd. Na de komst van Barbie zou alles anders worden.
In de film wordt een omgekeerde emancipatiestrijd getoond. In Barbieland zijn de vrouwen de baas en hebben de mannen alleen een bijrol. Hiermee wordt op humoristische wijze een spiegel voorgehouden aan de mannelijke kijkers. De verschillende Ken's stellen zich afhankelijk op van de Barbie's. Terwijl de Kens hun dagen doorbrengen met spelen op het strand en dat als hun beroep beschouwen, bekleden de Barbies prestigieuze banen zoals arts, advocaat of president. Zodra ze de echte wereld bezoekt is Barbie geschokt wanneer ze beseft dat er ook een wereld bestaat waarin de mannen de baas zijn. Ken daarentegen beseft opeens dat het ook anders kan. De vrouwen in Barbieland zijn zich er nooit van bewust geweest dat ze de mannen onderdrukten en de mannen hebben het altijd vanzelfsprekend gevonden om als tweederangs burgers behandeld te worden. Uiteindelijk wordt een compromis bereikt waarin de mannen in Barbieland stapsgewijs zullen emanciperen.

## Rolverdeling
| Acteur            | Personage                               |
| ----------------- | --------------------------------------- |
| Margot Robbie     | Barbie (Stereotype Barbie)              |
| Ryan Gosling      | Ken                                     |
| America Ferrera   | Gloria                                  |
| Ariana Greenblatt | Sasha                                   |
| Will Ferrell      | Mattel-CEO                              |
| Rhea Perlman      | Ruth Handler                            |
| Michael Cera      | Allan Sherwood                          |
| Kate McKinnon     | Weird Barbie (Rare Barbie)              |
| Issa Rae          | President Barbie                        |
| Hari Nef          | Dr. Barbie                              |
| Alexandra Shipp   | Writer Barbie (Schijfster Barbie)       |
| Emma Mackey       | Physicist Barbie (Natuurkundige Barbie) |
| Sharon Rooney     | Lawyer Barbie (Advocaat Barbie)         |
| Ana Cruz Kayne    | Judge Barbie (Rechter Barbie)           |
| Dua Lipa          | Mermaid Barbie (Zeemeermin Barbie)      |
| Nicola Coughlan   | Diplomat Barbie (Diplomaat Barbie)      |
| Ritu Arya         | Journalist Barbie                       |
| Marisa Abela      | Princess Barbie (Prinses Barbie)        |
| Lucy Boynton      | Proust Barbie (Proost Barbie)           |
| Kingsley Ben-Adir | Ken                                     |
| Simu Liu          | Ken                                     |
| Scott Evans       | Ken                                     |
| Ncuti Gatwa       | Ken                                     |
| Rob Brydon        | Sugar Daddy Ken                         |
| Tom Stourton      | Magic Earring Ken                       |
| David Mumeni      | Footrub Ken (Voetmassage Ken)           |
| John Cena         | Kenmaid                                 |
| Helen Mirren      | De verteller (stem)                     |
| Jamie Demetriou   | Mattel-CFO                              |
| Connor Swindells  | Aaron Dinkins                           |
| Emerald Fennell   | Midge                                   |
| Asim Chaundhry    | Magazijnmedewerker                      |
| Ann Roth          | Vrouw op de bank                        |

## Productie
De ontwikkeling van een film gebaseerd op de Barbie-speelgoedlijn begon in september 2009, toen werd aangekondigd dat Mattel een partnerschap had getekend om het project te ontwikkelen met Universal Pictures en met Laurence Mark als producer, maar er kwam uiteindelijk niets van terecht. In april 2014 werkte Mattel samen met Sony Pictures om de film te produceren, waarbij Jenny Bicks het scenario zou schrijven en Laurie Macdonald en Walter F. Parkes zouden produceren. Destijds zou het filmen naar verwachting tegen het einde van het jaar beginnen. In maart 2015 werd Diablo Cody bij het project betrokken om het scenario te herschrijven en Amy Pascal voegde zich bij het producerende team. Sony zou later dat jaar het scenario opnieuw hebben herschreven door Lindsey Beer, Bert V. Royal en Hillary Winston in te huren om afzonderlijke concepten te schrijven.
In december 2016 begon Amy Schumer onderhandelingen om de hoofdrol in de titelrol te spelen, waarbij het scenario van Winston werd gebruikt dat zou worden herschreven door Schumer en door Schumer's zus, Kim Caramele. In maart 2017 stopte Schumer met de onderhandelingen wegens planningsconflicten met de geplande start van de opnames in juni 2017. In 2023 onthulde ze dat ze het project had verlaten vanwege creatieve meningsverschillen met de toenmalige filmproducenten. In juli werd Anne Hathaway overwogen voor de titelrol, waarbij Sony Olivia Milch inhuurde om het scenario te herschrijven en Alethea Jones benaderde om Hathaway te vragen om zich aan te melden. Jones was in maart 2018 toegevoegd aan de regie. Door het aflopen van Sony's optie op het project in oktober 2018 en de overdracht ervan aan Warner Bros. Pictures zouden echter Hathaway, Jones, Macdonald, Parkes en Pascal vertrekken. Margot Robbie zou vroege gesprekken voeren voor de rol, waarbij Patty Jenkins kort in aanmerking kwam voor de positie van regisseur. Robbies casting werd bevestigd in juli 2019, waarbij Greta Gerwig en Noah Baumbach nu het scenario schreven. Gerwig zou in juli 2021 tekenen om de film ook te regisseren.
De filmopnames gingen van start in maart 2022 in de Warner Bros. Studios, Leavesden in Engeland en eindigden op 21 juli 2022. Een van de opmerkelijke filmlocaties was het Venice Beach Skatepark in Los Angeles, Californië. Extra opnames vonden in april 2023 plaats in Los Angeles.

## Première en ontvangst
De film ging in wereldpremière op 9 juli 2023 in het Shrine Auditorium in Los Angeles, gevolgd door de Europese première op 12 juli 2023 in Cineworld, Leicester Square in Londen. In België en Nederland ging de film in avant-première op 18 juli en in première in de bioscopen op 19 juli.  Op 21 juli 2023 volgde de bioscooprelease in de Verenigde Staten voor Barbie, tegenover de film Oppenheimer. De twee films zorgden samen voor het grootste "box office"-weekend na de coronapandemie. Het sociale mediafenomeen "Barbenheimer" zat daar zeker voor iets tussen. Doordat de twee films die op dezelfde dag uitkwamen, kozen vele bioscoopbezoekers er voor om beide films op dezelfde dag te gaan bekijken, onder het motto "kiezen is verliezen". Barbie bracht in zijn openingsweekend wereldwijd 337 miljoen dollar op, waarvan US$ 155 miljoen in de Verenigde Staten en Canada, goed voor een nieuw "box office"-record. Het is meteen de hoogste opbrengst voor een film geregisseerd door een vrouwelijke regisseur. Eind augustus 2023 liet Warner Bros. weten dat Barbie (de film) de best verkochte en succesvolste film is vanuit hun hand en overtrof het de laatste Harry Potter-film.
De film kreeg overwegend positieve kritieken van de filmcritici, met een score van 90% op Rotten Tomatoes, gebaseerd op 287 beoordelingen. Negatievere recensies waren er ook, zo schreef Sarah Vine haar review in het Britse Daily Mail in haar review: "Het is een anti-manfilm, een verlengstuk van het TikTok-feminisme dat elke vorm van mannelijkheid afschildert als giftig en roofzuchtig." Op de website IMDb werd de film gemiddeld beoordeeld: de film kreeg een gewogen gemiddelde score van 6,8/10 (stand in januari 2025 gebaseerd op ongeveer 600.000 beoordelingen).

### Nederland
In Nederland werd de Barbie-film binnen 24 uur na de release in de bioscopen op 19 juli de best verkochte film van 2023 met 55.000 verkochte kaarten en een marktaandeel van 50% (598.298 euro).

### België
In de openingsweek verkocht Kinepolis 68.000 tickets.

## Muziek
Op 21 juli 2023 bracht Atlantic Records het officiële soundtrackalbum van de film uit, Barbie: The Album met de hits Dance the Night van Dua Lipa en What Was I Made For? van Billie Eilish.

## Prijzen en nominaties
De belangrijkste:
| Jaar | Prijs                       | Categorie                                      | Genomineerde(n)                                                                                | Uitslag     |
| ---- | --------------------------- | ---------------------------------------------- | ---------------------------------------------------------------------------------------------- | ----------- |
| 2024 | Academy Awards (Oscars)     | Beste film                                     | Beste film                                                                                     | Genomineerd |
| 2024 | Academy Awards (Oscars)     | Beste mannelijke bijrol                        | Ryan Gosling                                                                                   | Genomineerd |
| 2024 | Academy Awards (Oscars)     | Beste vrouwelijke bijrol                       | America Ferrera                                                                                | Genomineerd |
| 2024 | Academy Awards (Oscars)     | Beste bewerkte scenario                        | Greta Gerwig en Noah Baumbach                                                                  | Genomineerd |
| 2024 | Academy Awards (Oscars)     | Beste productieontwerp                         | Sarah Greenwood en Katie Spencer                                                               | Genomineerd |
| 2024 | Academy Awards (Oscars)     | Beste originele nummer                         | Mark Ronson en Andrew Wyatt ("I'm Just Ken")                                                   | Genomineerd |
| 2024 | Academy Awards (Oscars)     | Beste originele nummer                         | Billie Eilish en Finneas O'Connell ("What Was I Made For?")                                    | Gewonnen    |
| 2024 | Academy Awards (Oscars)     | Beste kostuumontwerp                           | Jacqueline Durran                                                                              | Genomineerd |
| 2024 | British Academy Film Awards | Beste originele scenario                       | Greta Gerwig en Noah Baumbach                                                                  | Genomineerd |
| 2024 | British Academy Film Awards | Beste vrouwelijke hoofdrol                     | Margot Robbie                                                                                  | Genomineerd |
| 2024 | British Academy Film Awards | Beste mannelijke bijrol                        | Ryan Gosling                                                                                   | Genomineerd |
| 2024 | British Academy Film Awards | Beste productieontwerp                         | Sarah Greenwood en Katie Spencer                                                               | Genomineerd |
| 2024 | British Academy Film Awards | Beste kostuumontwerp                           | Jacqueline Durran                                                                              | Genomineerd |
| 2024 | Critics Choice Awards       | Beste film                                     | Beste film                                                                                     | Genomineerd |
| 2024 | Critics Choice Awards       | Beste regisseur                                | Greta Gerwig                                                                                   | Genomineerd |
| 2024 | Critics Choice Awards       | Beste vrouwelijke hoofdrol                     | Margot Robbie                                                                                  | Genomineerd |
| 2024 | Critics Choice Awards       | Beste mannelijke bijrol                        | Ryan Gosling                                                                                   | Genomineerd |
| 2024 | Critics Choice Awards       | Beste vrouwelijke bijrol                       | America Ferrera                                                                                | Genomineerd |
| 2024 | Critics Choice Awards       | Beste jonge acteur / actrice                   | Ariana Greenblatt                                                                              | Genomineerd |
| 2024 | Critics Choice Awards       | Beste acteerensemble                           | Beste acteerensemble                                                                           | Genomineerd |
| 2024 | Critics Choice Awards       | Beste originele scenario                       | Greta Gerwig en Noah Baumbach                                                                  | Gewonnen    |
| 2024 | Critics Choice Awards       | Beste camerawerk                               | Rodrigo Prieto                                                                                 | Genomineerd |
| 2024 | Critics Choice Awards       | Beste productieontwerp                         | Sarah Greenwood en Katie Spencer                                                               | Gewonnen    |
| 2024 | Critics Choice Awards       | Beste montage                                  | Nick Houy                                                                                      | Genomineerd |
| 2024 | Critics Choice Awards       | Beste kostuumontwerp                           | Jacqueline Durran                                                                              | Gewonnen    |
| 2024 | Critics Choice Awards       | Beste grime en haarstijl                       | Beste grime en haarstijl                                                                       | Gewonnen    |
| 2024 | Critics Choice Awards       | Beste komedie                                  | Beste komedie                                                                                  | Gewonnen    |
| 2024 | Critics Choice Awards       | Beste filmmuziek                               | Mark Ronson en Andrew Wyatt                                                                    | Genomineerd |
| 2024 | Critics Choice Awards       | Beste nummer                                   | Billie Eilish en Finneas O'Connell ("What Was I Made For?")                                    | Genomineerd |
| 2024 | Critics Choice Awards       | Beste nummer                                   | Mark Ronson, Andrew Watt, Dua Lipa en Caroline Ailin ("Dance the Night")                       | Genomineerd |
| 2024 | Critics Choice Awards       | Beste nummer                                   | Mark Ronson en Andrew Wyatt ("I'm Just Ken")                                                   | Gewonnen    |
| 2024 | Golden Globes               | Beste film – musical of komedie                | Beste film – musical of komedie                                                                | Genomineerd |
| 2024 | Golden Globes               | Beste regisseur                                | Greta Gerwig                                                                                   | Genomineerd |
| 2024 | Golden Globes               | Beste actrice in een film – musical of komedie | Margot Robbie                                                                                  | Genomineerd |
| 2024 | Golden Globes               | Beste mannelijke bijrol in een film            | Ryan Gosling                                                                                   | Genomineerd |
| 2024 | Golden Globes               | Beste script                                   | Greta Gerwig en Noah Baumbach                                                                  | Genomineerd |
| 2024 | Golden Globes               | "Cinematic and Box Office Achievement"         | "Cinematic and Box Office Achievement"                                                         | Gewonnen    |
| 2024 | Golden Globes               | Beste nummer                                   | Billie Eilish en Finneas O'Connell ("What Was I Made For?")                                    | Gewonnen    |
| 2024 | Golden Globes               | Beste nummer                                   | Mark Ronson, Andrew Watt, Dua Lipa en Caroline Ailin ("Dance the Night")                       | Genomineerd |
| 2024 | Golden Globes               | Beste nummer                                   | Mark Ronson en Andrew Wyatt ("I'm Just Ken")                                                   | Genomineerd |
| 2024 | Grammy Awards               | Record of the Year                             | Billie Eilish, Finneas O'Connell, Rob Kinelski en Chris Gehringer, voor "What Was I Made For?" | Genomineerd |
| 2024 | Grammy Awards               | Song of the Year                               | Caroline Ailin, Dua Lipa, Mark Ronson en Andrew Wyatt, voor "Dance the Night"                  | Genomineerd |
| 2024 | Grammy Awards               | Song of the Year                               | Billie Eilish O'Connell en Finneas O'Connell, voor "What Was I Made For?"                      | Gewonnen    |
| 2024 | Grammy Awards               | Best Pop Solo Performance                      | Billie Eilish, voor "What Was I Made For?"                                                     | Genomineerd |
| 2024 | Grammy Awards               | Best Rap Song                                  | Isis Naija Gaston, Ephrem Louis Lopez Jr. en Onika Maraj, voor "Barbie World"                  | Genomineerd |
| 2024 | Grammy Awards               | Best Compilation Soundtrack for Visual Media   | Diverse artiesten                                                                              | Gewonnen    |
| 2024 | Grammy Awards               | Best Score Soundtrack Album for Visual Media   | Mark Ronson & Andrew Wyatt                                                                     | Genomineerd |
| 2024 | Grammy Awards               | Best Song Written for Visual Media             | Isis Naija Gaston, Ephrem Louis Lopez Jr. en Onika Maraj, voor "Barbie World"                  | Genomineerd |
| 2024 | Grammy Awards               | Best Song Written for Visual Media             | Caroline Ailin, Dua Lipa, Mark Ronson en Andrew Wyatt, voor "Dance the Night"                  | Genomineerd |
| 2024 | Grammy Awards               | Best Song Written for Visual Media             | Mark Ronson en Andrew Wyatt, voor "I'm Just Ken"                                               | Genomineerd |
| 2024 | Grammy Awards               | Best Song Written for Visual Media             | Billie Eilish O'Connell en Finneas O'Connell, voor "What Was I Made For?"                      | Gewonnen    |
| 2024 | Grammy Awards               | Best Music Video                               | Billie Eilish, Michelle An, Chelsea Dodson en David Moore, voor "What Was I Made For?"         | Genomineerd |